# Domessin
Domessin este o comună în departamentul Savoie din sud-estul Franței. În 2009 avea o populație de 1.664 de locuitori.

## Evoluția populației
| An        | 1975 | 1982  | 1990  | 1999  | 2006  | 2009  |
| --------- | ---- | ----- | ----- | ----- | ----- | ----- |
| Populație | 995  | 1.130 | 1.271 | 1.367 | 1.502 | 1.664 |